# Tetrázion Óros
Tetrázion Óros är ett berg i Grekland.   Det ligger i regionen Peloponnesos, i den södra delen av landet, 180 km väster om huvudstaden Aten. Toppen på Tetrázion Óros är 1 092 meter över havet, eller 397 meter över den omgivande terrängen. Bredden vid basen är 5,1 km.
Terrängen runt Tetrázion Óros är huvudsakligen lite bergig. Runt Tetrázion Óros är det glesbefolkat, med 19 invånare per kvadratkilometer. Närmaste större samhälle är Andanía, 14,3 km sydost om Tetrázion Óros. 